# سعد جابر (طبيب)
سعد فايز جابر (16 أبريل 1960 - ) طبيب وجرّاح قلب أردني ووزير صحة سابق في الأردن، تولى المنصب في 09 مايو 2019 حتى 12 أكتوبر 2020، حيث انضم للفريق الحكومي في التعديل الوزاري الثالث لحكومة عمر الرزاز. كان يشغل سابقًا منصب مدير عام الخدمات الطبية الملكية في الأردن برتبة لواء وهو آخر منصب عسكري تسلمه قبل أن يصبح وزيراً ، يعتبر من الأطباء المعروفين على المستوى المحلي والإقليمي في مجال جراحة القلب.

## المؤهلات العلمية
درس في مدرسة وادي السير الثانوية للبنين ثم التحق بالكلية العسكرية في اليونان من عام 1987-1985 جُنِد في الجيش الأردني طبيبًا عسكريًّا. دخل قسم الجراحة العامة سنة 1987 وحاز على الاختصاص فيها عام 1991.
كما حصل على بكالوريوس الطب والجراحة من جامعة أرسطو طاليس سالونيك اليونانية سنة 1984. وهو حاصل على البورد الأردني في الجراحة العامة والبورد الأردني في جراحة القلب والشرايين.

## المناصب
تولى عددًا من المناصب خلال مسيرته المهنية، فعمل كطبيب جرّاح مع الأمم المتحدة عام 1992 أثناء الحرب الأهلية اليوغسلافية. ثم أكمل الاختصاص في جراحة القلب في مركز الملكة علياء لأمراض وجراحة القلب عام 1993-1997. عمل أيضا كطبيب جراح قلب وشرايين في الولايات المتحدة في جامعة لويسفيل وشارك في عدة أبحاث هناك أشهرها بحث في فيزياء وميكانيكية تدفق الدم في الشريانين التاجية. كما قام بتأسيس مركز القلب في مستشفى الثورة اليمني في صنعاء عام 2000.
شارك كطبيب جراح قلب وشرايين في عدة مهام إنسانية أخرى منها مع المستشفى الميداني العسكري في نابلس عام 2000 والمستشفى الميداني العسكري أثناء حرب العراق عام 2003 والمستشفى الميداني العسكري في غزّة عام 2008. كما تولى منصب رئيس اختصاص جراحة القلب في مركز الملكة علياء عام 2012 ثم منصب مدير المركز عام 2013.
أبرز المناصب:
- مساعد مدير عام الخدمات الطبية الملكية للشوؤن الطبية والأقاليم.
- مساعد مدير عام الخدمات الطبية الملكية لشوؤن مدينة الحسين الطبية.
- مدير مركز الملكة علياء لأمراض وجراحة القلب.(2013)
- رئيس اختصاص جراحة القلب والشرايين في مركز الملكة علياء العسكري. (2012)
- رئيس لجنة امتحان البورد العربي في جراحة القلب والشرايين.
- رئيس لجنة امتحان البورد الأردني في جراحة القلب.
- رئيس جمعية أطباء القلب الأردنية.

## دوره في إداراة الأزمات
شارك الجابر في إدارة أزمة جائحة كورونا في الأردن منذ الإعلان عن بداياتها في الصين مطلع العام 2020، كما كان يقوم وبشكل يومي بإلقاء الموجز الإعلامي الحكومي من داخل المركز الوطني للأمن وإدارة الأزمات (موجز يتعلق بأعداد المصابين والمتعافين وتفاصيل أخرى)، وقام كذلك بالتنسيب لرئيس الوزراء حول ضرورة الإغلاق وحظر التجوّل بالتشاور مع لجنة الأوبئة في البلاد.